# Kushal Pal Singh

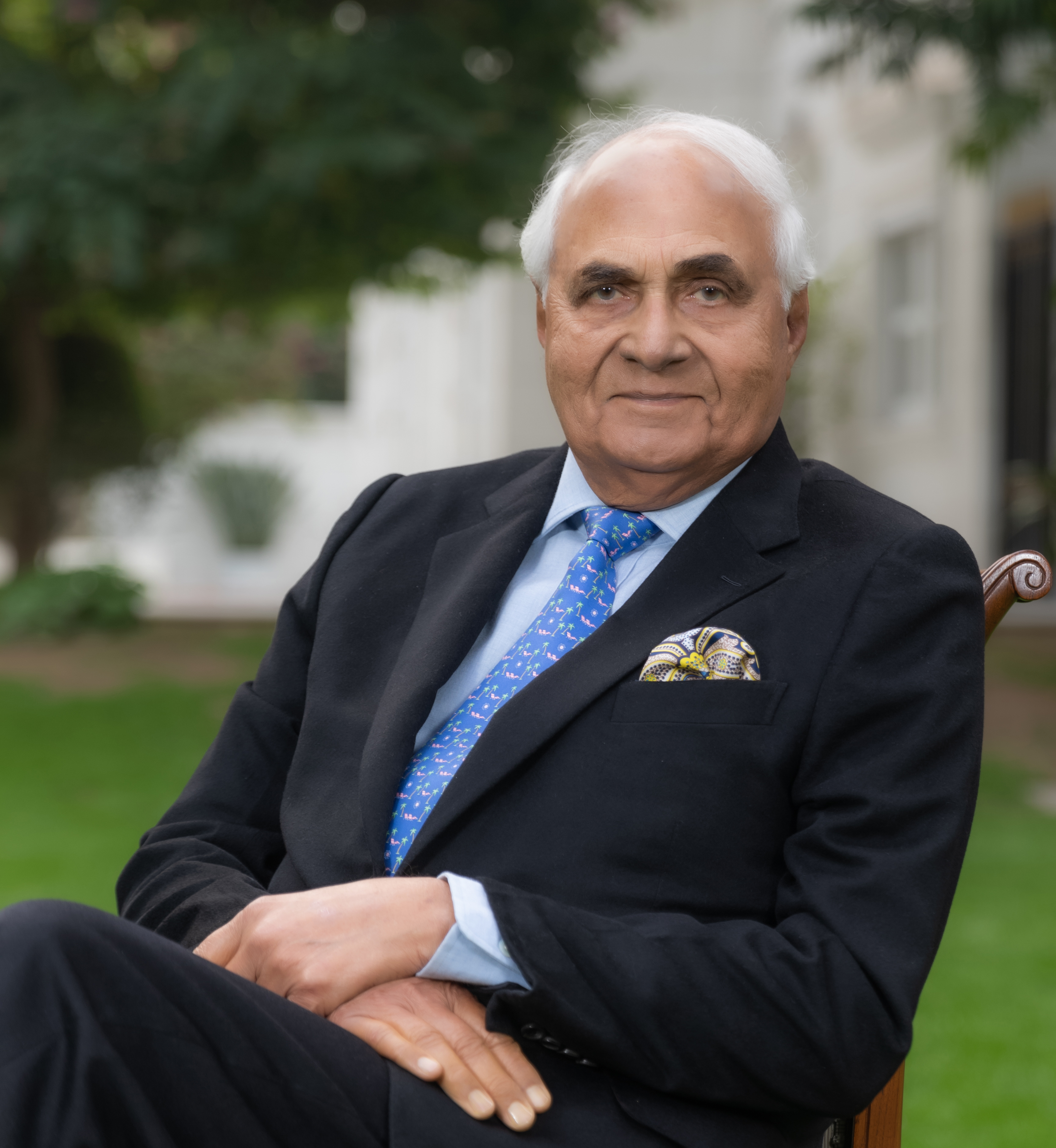
Kushal Pal Singh (2024)

Kushal Pal Singh (* 15. August 1931 in Bulandshahar, Uttar Pradesh, Indien) ist ein indischer Unternehmer im Immobiliengeschäft. Er belegte auf der Forbes-Liste der Milliardäre mit einem Vermögen von 30 Mrd. US-Dollar im Jahre 2008 Platz 8 der reichsten Personen der Welt.

## Unternehmen
Singh ist Vorsitzender und zusammen mit anderen Investoren Eigentümer (87,43 %) der Delhi Land and Finance Universal Limited. Die DLF Universal Limited wurde 1945 von Singhs Stiefvater Chaudhury Raghuvendra Singh gegründet und ist heute das größte Immobilienunternehmen Indiens. Das Unternehmen verfügt über 42 km² Immobilienbesitz, davon etwa 12 km² in Toplagen von Delhi, Kolkata und anderen Städten. Der Börsengang des Unternehmens im Juli 2007 war mit 2 Mrd. USD. der größte in der Geschichte Indiens und der Bombay Stock Exchange.

Im Zuge der Veröffentlichung der Panama Papers wurde 2016 bekannt, dass Singh’s Familie mehrere Offshore-Firmen auf den British Virgin Islands besitzt.

## Privates
Kushal Pal Singh, bekannt als K. P. Singh, ist begeisterter Golfspieler und Kunstsammler. Er ist verheiratet mit Indira Singh. Er hat einen Sohn und zwei Töchter. Sein Sohn Rajiv Singh folgte ihm 2020 als Vorsitzender der DLF Group. K. P. Singh ist dennoch weiterhin in der Unternehmensleitung aktiv, als sogenannter chairman emeritus.